# Osamu Henry Iyoha
Osamu Henry Iyoha (japanisch イヨハ 理 ヘンリー Iyoha Osamu Henry; * 23. Juni 1998 in Kōnan, Präfektur Aichi) ist ein japanischer Fußballspieler.

## Karriere
Iyoha erlernte das Fußballspielen in der Jugendmannschaft von Sanfrecce Hiroshima. Seinen ersten Vertrag unterschrieb er 2017 bei seinem Jugendverein Sanfrecce. Der Verein spielte in der höchsten Liga des Landes, der J1 League. 2018 wurde er an den Zweitligisten FC Gifu ausgeliehen. Am Ende der Saison 2019 stieg der Verein in die dritte Liga ab. Für Gifu absolvierte er insgesamt 41 Spiele. Im Januar 2021 kehrte er zu Sanfrecce zurück. Kagoshima United FC, ein Drittligist aus Kagoshima, lieh ihn Anfang Februar 2021 aus. Für den Klub absolvierte er zwölf Ligaspiele. Direkt im Anschluss wechselte er im Februar 2022 ebenfalls auf Leihbasis zum Zweitligisten Roasso Kumamoto. Für den Verein aus Kumamoto bestritt er vierzig Zweitligaspiele. Die Saison 2023 wurde er nach Kyōto an den Erstligisten Kyōto Sanga ausgeliehen. Nach 18 Erstligaspielen kehrte er im Januar 2024 nach Hiroshima zurück. Am Ende der Saison 2024 wurde er mit Sanfrecce Hiroshima Vizemeister der Liga.

## Erfolge
Sanfrecce Hiroshima
- Japanischer Vizemeister: 2024